# Арне, Туре
Туре Арне (швед. Ture Johnsson Arne) (7 мая 1879, Сёдерчёпинг — 2 августа 1965) — шведский археолог. Сотрудник Исторического музея Швеции, член НОЛД с 1911, занимался изучением культурных контактов викингов со странами Востока.

## Биография
С 1909 года был куратором Шведской академии словесности.
В 1911 году Арне принял участие в работе XV Археологического съезда в Новгороде. На нём он выступил с докладами «Сношения Швеции с Россией в эпоху викингов по свидетельствам археологии» и «Новгород во время шведского владычества по Балтийскому Поморью».
В 1914 году в Упсале получил докторскую степень по археологии за работу по исследованию контактов скандинавских стран и России в эпоху викингов. Его теория норманнской колонизации стала главной концепцией норманизма в археологии. За два года до этого, в 1912 году, опубликовал отчёт о находках археолога Ялмара Стопла, обнаруженных при раскопках Вендельской церкви.
Важным вкладом Арне в археологию считается коллекция фотографий археологических памятников, сделанная им в 1913 году во время поездки в Российскую империю к берегам Днепра. Другие его научные работы были посвящены археологии доисторической Европы в целом, Восточной Европы и Балкан, Китая времён Каменного века.
В 1926 году Арне Туре участвовал в археологической конференции в Керчи.